# ジュンジアイ
ジュンジアイ (Jundiaí) は、ブラジルのサンパウロ州にある基礎自治体。

## 概要
1655年12月14日に村のカテゴリに昇格した。市名はトゥピ語で「ジュンジア(ナマズの一種)がいる場所」を意味する。州都サンパウロの北57kmに位置し、近年サンパウロ大都市圏からの住民の移転によって、急速な人口増加が起きている。
サンパウロから高速バス（所要時間1時間15分）または、鉄道（CPTM－7号線）でアクセスできる。

## スポーツ
サッカークラブのパウリスタFCが本拠地を置いている。

## 姉妹都市
- 岩国市（日本国 中国地方 山口県）
- パドヴァ（イタリア共和国 ヴェネト州 パドヴァ県）
- トレントン（アメリカ合衆国 ニュージャージー州）